# Барток Великолепни
„Барток Великолепни“ (на английски: Bartok the Magnificent) американски анимационен филм от 1999 г. Продължение е на „Принцеса Анастасия“ (1997).

## Синхронен дублаж

### Озвучаващи артисти
| Роля       | Изпълнител                                     |
| ---------- | ---------------------------------------------- |
| Барток     | Иван Райков                                    |
| Зози       | Георги Тодоров (диалог) Николай Петров (вокал) |
| Людмила    | Василка Сугарева                               |
| баба Яга   | Албена Михова                                  |
| Череп/Объл | Христо Мутафчиев                               |
| Спиола     | Живка Донева                                   |
| княз Иван  | Даниел Цочев                                   |
| Вол        | Цветан Ватев                                   |

### Допълнителни дубльори
| Живка Донева     |
| Чавдар Монов     |
| Цветан Ватев     |
| Христо Мутафчиев |

### Песните се изпълняват от
| Иван Райков      |
| Николай Петров   |
| Албена Михова    |
| Василка Сугарева |

### Беквокали
| Антоанета Георгиева |
| Ася Рачева          |
| Виолета Бъчварова   |
| Десислава Софранова |
| Атанас Сребрев      |
| Цанко Тасев         |
| Ненчо Балабанов     |
| Даниел Ангелов      |

### Хор
| Смесен хор с гласове от хора на БНР и солисти от ДМТ „Ст. Македонски“ | Диригент: Мария Момирова |
| Записите на хоровете са осъществени в 1-во и 2-ро студио на БНР       | Тонрежисьор: Румен Енчев |

### Екип
| Обработка                                         | АРС ДИДЖИТАЛ СТУДИО (1999) МЕЙСТАР               |
| ------------------------------------------------- | ------------------------------------------------ |
| Подбор на гласовете                               | Чавдар Монов Питър Линдорфер                     |
| Подбор на вокалните изпълнители                   | Десислава Софранова Асен Аврамов Питър Линдорфер |
| Режисьор на дублажа                               | Чавдар Монов                                     |
| Музикална режисура Адаптация на текста на песните | Десислава Софранова                              |
| Превод                                            | Надя Баева                                       |
| Адаптация на диалога                              | Веселина Пършорова                               |
| Главен диригент Изпълнителен продуцент            | Асен Аврамов                                     |
| Тонрежисьори                                      | Димитър Михайлов Росица Рупчина                  |
| Звуков монтаж и дигитална обработка               | Благомир Алексиев Димитър Михайлов               |
| Мишунг                                            | Благомир Алексиев                                |
| Асистент                                          | Димитър Михайлов                                 |
| Надписи на български език АРС ДИДЖИТАЛ СТУДИО     | Албена Копринарова Огнян Иванов                  |
| Видеооператор                                     | Огнян Иванов                                     |